# Grauwzustersklooster (Wervik)

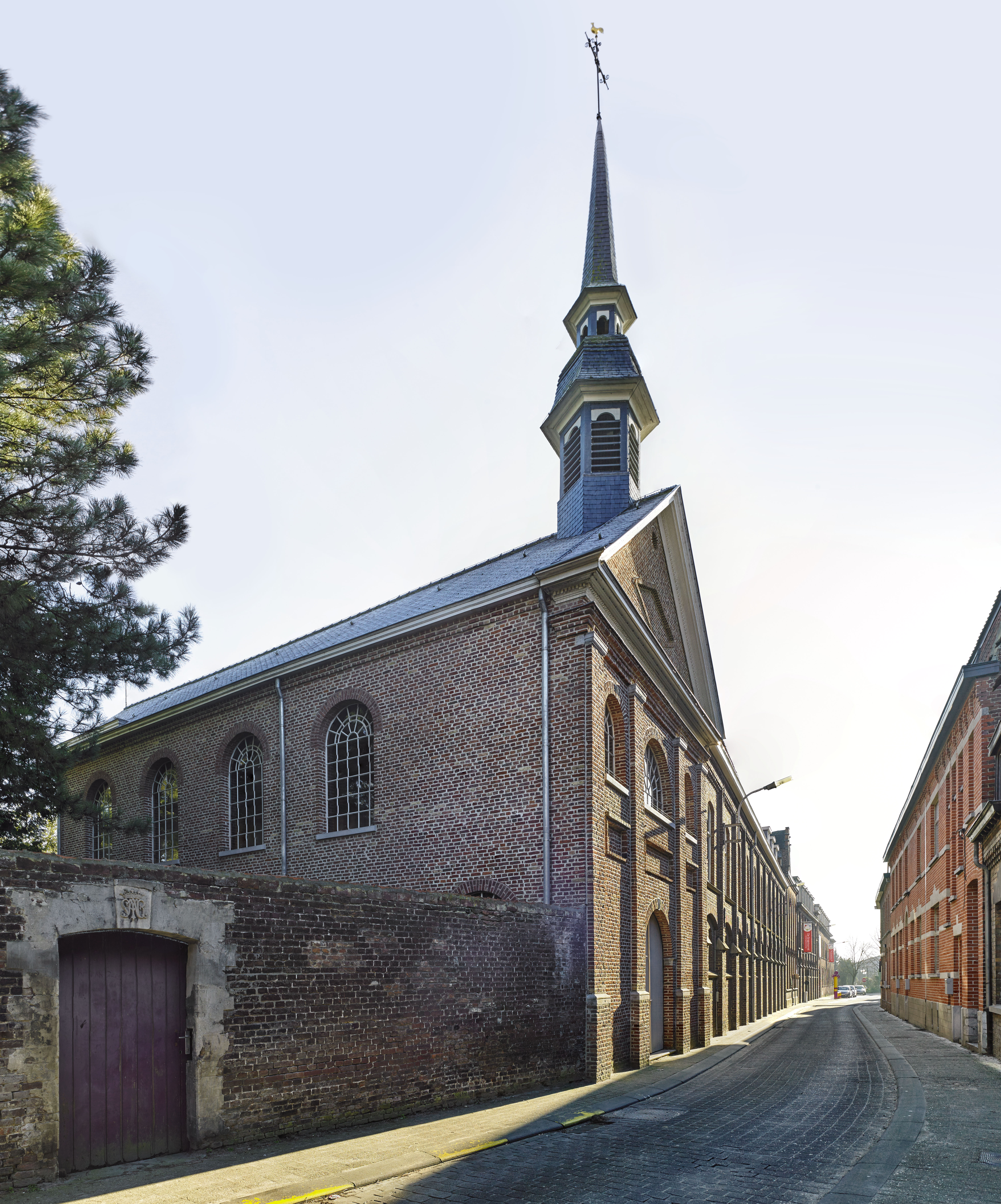
Kapel van Grauwzusters aan de straatkant

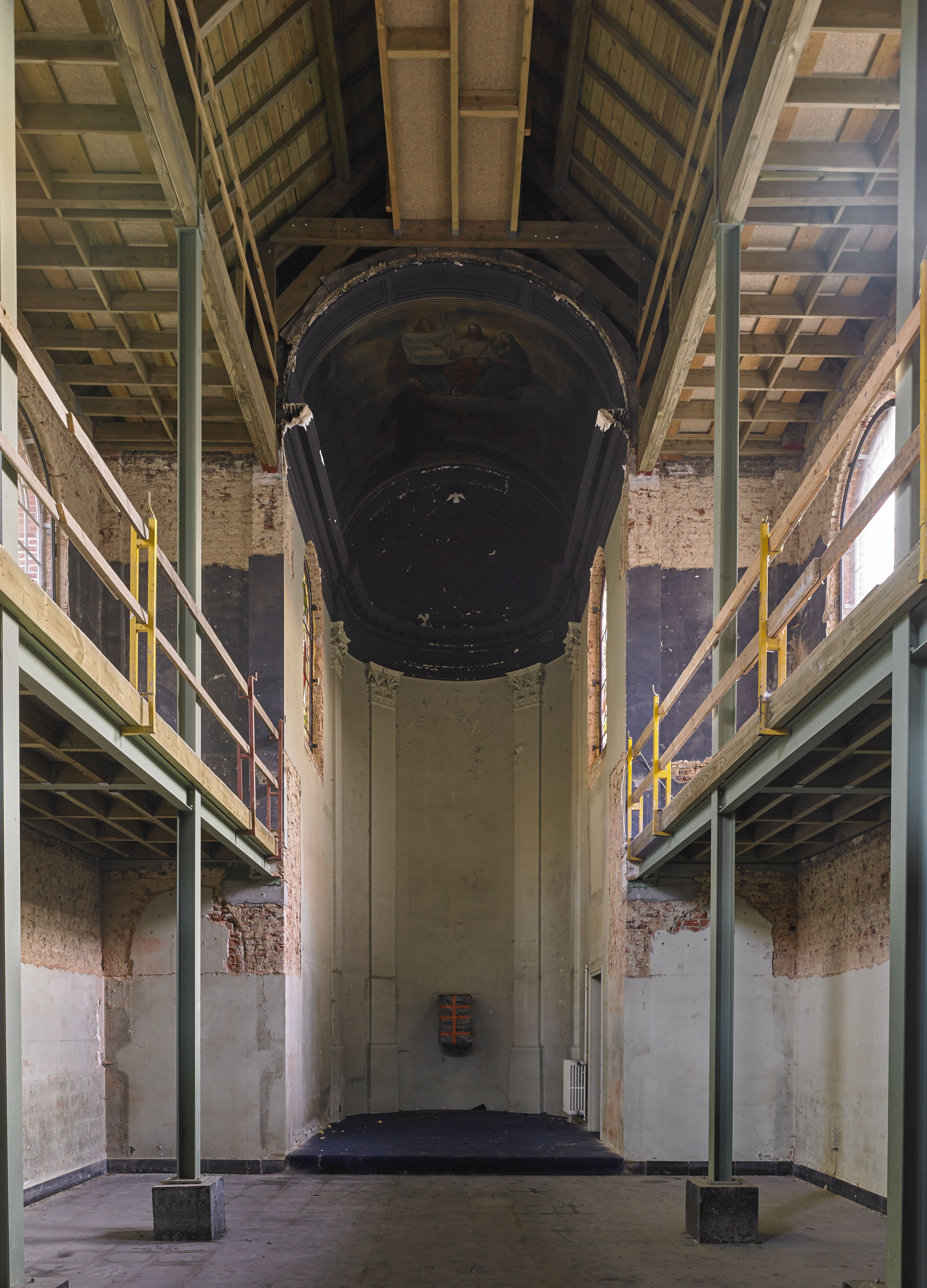
Interieur van de kapel in afwachting van restauratie

Het Grauwzustersklooster is een voormalig klooster in de West-Vlaamse stad Wervik, gelegen aan de Grauwe Zusterstraat 2.

## Geschiedenis
Het klooster werd gesticht door de Grauwe Zusters Franciscanessen, en wel ergens tussen 1382 en 1400. De geschiedenis is moeilijk te achterhalen want in 1578 woedde een brand in het klooster, waarbij ook het archief verloren ging. De zusters weken uit naar Rijsel.
Het klooster werd in 1583 herbouwd, en de zusters wijdden zich aan het geven van onderwijs. Van 1593-1600 moesten ze uitwijken naar Menen, vanwege oorlogsgeweld. Ook na hun terugkeer werd het klooster nog geregeld geplunderd door Franse dan wel Spaanse troepen. Dit gebeurde in 1645-1646 en in 1693. Tijdens de Franse revolutie werd het klooster in beslag genomen. In 1793 woedde er een brand.
In 1834 werd de kapel herbouwd en in 1919 werd ook het klooster weer in gebruik genomen. De zusters gaven weer onderwijs, waaruit de vrije basisschool Mariënburg zou ontstaan.
In 1998 verlieten de laatste zusters het klooster en werd het complex verkocht aan de stichting De Lovie uit Proven, welke zorg biedt aan -met name verstandelijk- gehandicapten.

## Gebouw
Het complex omvat een ommuurde kloostertuin, een klooster, een basisschool met ingesloten speelplein en -meer recent- een kinderdagverblijf.
De kloostergebouwen zijn in neogotische stijl en dateren, onder andere, van 1908.
De kapel van 1834 is in neoclassicistische stijl gebouwd. Ze heeft een brede middenbeuk en twee smalle zijbeuken. De middenbeuk is overkluisd met een tongewelf. In het koor vindt men een schildering van Sint-Franciscus en de tekst: Portiunculam optinet Franciscus. De kloosterkapel werd, samen met de kloostermuur, in 2001 beschermd als monument.